# Municipio de Bethany (Misuri)
El municipio de Bethany (en inglés: Bethany Township) es un municipio ubicado en el condado de Harrison en el estado estadounidense de Misuri. En el año 2010 tenía una población de 3674 habitantes y una densidad poblacional de 39,28 personas por km².

## Geografía
El municipio de Bethany se encuentra ubicado en las coordenadas 40°15′2″N 94°2′36″O / 40.25056, -94.04333. Según la Oficina del Censo de los Estados Unidos, el municipio tiene una superficie total de 93.52 km², de la cual 92.76 km² corresponden a tierra firme y (0.82%) 0.77 km² es agua.

## Demografía
Según el censo de 2010, había 3674 personas residiendo en el municipio de Bethany. La densidad de población era de 39,28 hab./km². De los 3674 habitantes, el municipio de Bethany estaba compuesto por el 96.62% blancos, el 0.52% eran afroamericanos, el 0.41% eran amerindios, el 0.27% eran asiáticos, el 0.05% eran isleños del Pacífico, el 1.25% eran de otras razas y el 0.87% pertenecían a dos o más razas. Del total de la población el 2.86% eran hispanos o latinos de cualquier raza.